# Куйтунка
Куйту́нка (бур. Хγйтэн — холодный, -ая) — река в Тарбагатайском районе Бурятии. Правый приток Селенги. Длина реки — 65 км, площадь бассейна — 1140 км².

## Описание
Берёт начало на южном склоне горы Синяя (1424 м) хребта Цаган-Дабан. Течёт на запад, пересекая район в центральной части. Первые 15 км протекает в горно-таёжной лощине, верховье которой носит название Куйтунская Вершина. Перед селом Куйтун река выходит в холмисто-степную местность, где принимает левые притоки Брянку и Скородумку. От села Надеино вниз по правому берегу проходит региональная автодорога 03К-006 Улан-Удэ — Николаевский — Тарбагатай. У села Надеино впадает правый приток — река Сундура.
В среднем течении напротив села Пестерево река принимает крупный левый приток Куналейку. В 7 км ниже течёт через село Тарбагатай (райцентр), где пересекается автомагистралью «Байкал». Здесь в реку впадает левый приток Тарбагатайка. В 8 км северо-западнее райцентра река впадает в Селенгу по правому берегу напротив села Ганзурино.
В долине реки развита водная эрозия. Большая часть бассейна (верховья и высотные участки) покрыта лесом.
Река включена в перечень рек, являющихся местом нереста лососёвых и осетровых рыб.
Основные притоки (от устья, в скобках указана длина в км):
- 12 км лв: Тарбагатайка (22)
- 20 км лв: Куналейка (40)
- 39 км лв: Студёный Ключ (15)
- 47 км пр: Сундура (14)
- 54 км лв: Скородумка (15)